# Cyttaralopha
Cyttaralopha là một chi bướm đêm thuộc họ Erebidae.